# Château de Fracstein
Le château de Fracstein, appelé en allemand Burg Fracstein, est un château fort situé sur le territoire de la commune grisonne de Seewis im Prättigau, en Suisse.

## Histoire
Le château, qui se dresse au pied d'une falaise sur la rive droite du Landquart, se trouve à l'entrée de la vallée du Prättigau, sur la route allant du lac de Zurich au col de la Flüela. Si la date exacte de construction de ce château n'est pas connue, il est la propriété, au XIIIe siècle, des seigneurs d'Aspermont qui régnaient dans la partie inférieure du Prättigau. Fracstein est cité pour la première fois lors de la répartition des biens de la famille d'Aspermont : le bâtiment est vendu, en 1338, à Frédéric V du Toggenburg et Ulrich von Matsch.
En 1436 meurt Frédéric VII, le dernier des comtes du Toggenbourg. Les chevaliers de Matsch héritent du château et le revendent à l'Autriche en 1466. Les bâtiments ne seront dès lors plus entretenus et tomberont progressivement en ruine dès le XVIe siècle.
À côté du château se dresse une chapelle, mentionnée pour la première fois dans un document de 1370. Elle semble avoir été utilisée jusqu'à la Réforme protestante dans les années 1530.
L'ensemble est inscrit comme bien culturel d'importance nationale.

## Sources
- (de) Cet article est partiellement ou en totalité issu de l’article de Wikipédia en allemand intitulé « Burg Fracstein » (voir la liste des auteurs).